# ایرینا اکتووا
ایرینا اکتووا (انگلیسی: Irina Ektova؛ زادهٔ ۸ ژانویهٔ ۱۹۸۷) ورزشکار پرش سه‌گام اهل قزاقستان است.